# مقسوم‌علیه

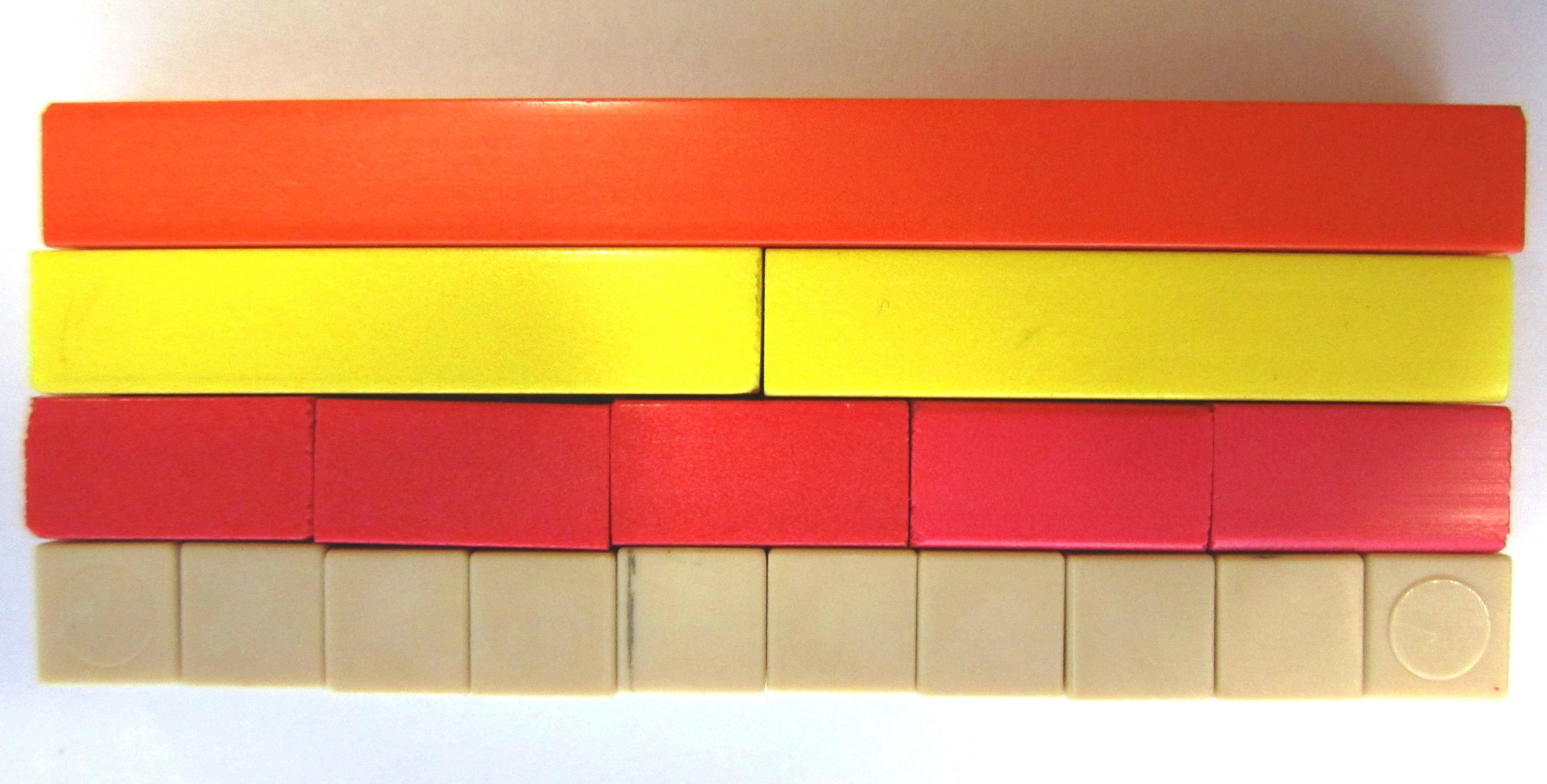
شمارنده‌های ۱۰ که با میله‌های کویزنیر به تصویر کشیده شده‌اند: ۱، ۲، ۵، و ۱۰

در ریاضیات، شمارنده یا مقسوم‌علیه (به انگلیسی: Divisor) عدد صحیحی چون n، عدد صحیحی چون m است که می‌توان آن را در عدد صحیح دیگری ضرب نمود تا n تولید شود. در این حالت، گفته می‌شود که n ضریبی از m است. عدد صحیحی چون n را بر m بخش‌پذیر گویند اگر m شمارنده‌ای از n باشد؛ در نتیجه n توسط m قابل تقسیم بوده و باقیمانده ای برجا نخواهد ماند (یعنی باقیمانده صفر می‌شود).

## تعریف
عدد صحیحی چون n را بر عدد صحیح ناصفری چون m بخش‌پذیر گویند اگر عدد صحیحی چون k موجود باشد چنان‌که {\displaystyle n=km}. این معادله را می‌توان بدین شکل نیز نمایش داد (ام، ان را عاد می‌کند، یا ام، ان را می‌شمارد):
{\displaystyle m\mid n.}
طرق دیگری نیز برای بیان همین مطلب وجود دارد: m عدد n را تقسیم می‌کند، m شمارنده n است، m فاکتوری از n است، و n ضریبی از m است. اگر n، بر m بخش‌پذیر نباشد گفته می‌شود (ام، ان را عاد نمی‌کند، یا ام، ان را نمی‌شمارد): {\displaystyle m\not \mid n}.
معمولاً، m باید مخالف صفر باشد، اما n می‌تواند صفر باشد. براساس این قرارداد، برای هر عدد صحیح ناصفری چون m خواهیم داشت: {\displaystyle m\mid 0}. برخی از تعاریف، الزام m بر ناصفر بودن را حذف می‌کنند.

## ارجاعات
1. 1 2  Hardy و Wright 1960، ص. 1
2. 1 2  Niven، Zuckerman و Montgomery 1991، ص. 4
3. ↑  (Durbin 2009، ص. 57، Chapter III Section 10)